# Joseph Samuel Tauber
Joseph Samuel Tauber, auch Josef Samuel Tauber bzw. Josef Sami Tauber (geboren 12. August 1822 in Wien, Kaisertum Österreich; gestorben 9. Januar 1879 in Wien, Österreich-Ungarn) war ein österreichischer Schriftsteller und Journalist.

## Leben
Joseph Samuel Taubers Eltern Jonas Tauber und Josefine Teltscher stammten aus Leipnik, sie waren wohlhabend. Ein Verwandter war der Arzt Ludwig August Frankl. Tauber heiratete 1849 Louise Hönigsberg. 
Tauber sollte ursprünglich Rabbiner werden, brach aber nach dem Tod des Vaters die Ausbildung ab. Zwischen 1841 und 1847 führten ihn mehrere Grand Tours nach Frankreich und Italien, auf denen er Heinrich Heine und Moritz Hartmann traf, die ihn zur Veröffentlichung seiner Gedichte ermutigten.

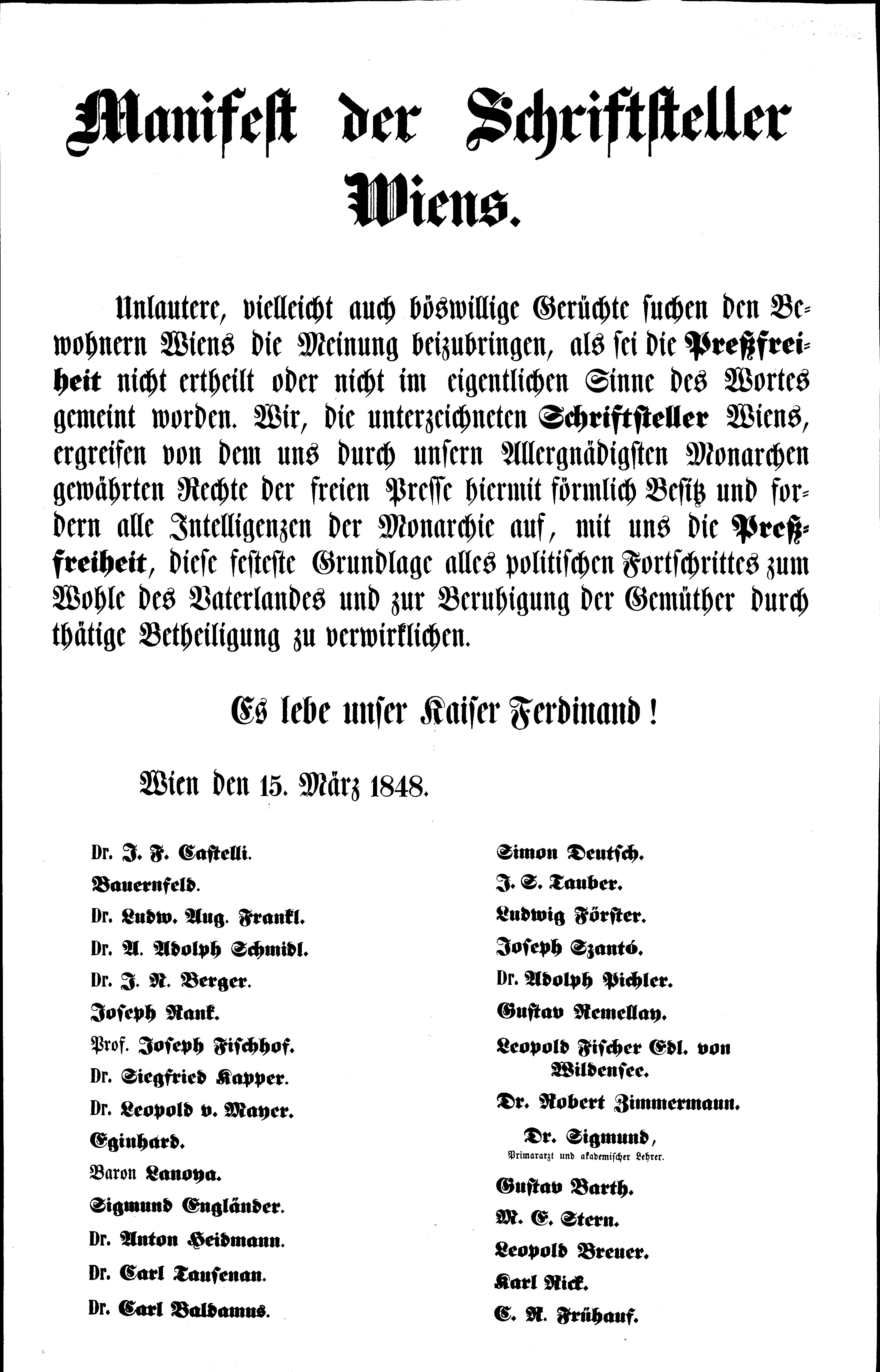
Taubers Name der zweite rechts

1847 erschien sein erster Band unter dem Titel Gedichte. Tauber beteiligte sich aktiv am Revolutionsgeschehen von 1848, er verfasste Revolutionslieder und unterzeichnete das „Manifest der Schriftsteller Wiens“. Nach der Niederschlagung der Revolution hielt er sich für eine Zeit in Prag und in Krakau auf. Tauber schrieb als Journalist unter anderem für Die Presse und die Sonntagsblätter. 1853 wurde er Sekretär des Journals Der Wiener Lloyd, 1859 war er Gründungsmitglied des Journalisten- und Schriftstellerverbandes Presseclub Concordia. Als Brotberuf übte Tauber die Tätigkeit eines beeideten Börsensensals aus.
Tauber übersetzte in den 1860er-Jahren für die von ihm unterstützte jüdische Reformbewegung hebräische Synagogalgesänge ins Deutsche, die von Salomon Sulzer in sein Gesangbuch Schir Zion aufgenommen wurden. 
Widmungsträger seiner Gedichte waren neben Heine auch Giacomo Meyerbeer und Franz Grillparzer. Neben Gedichten und Sinnsprüchen veröffentlichte Tauber 1853 nach dem Vorbild Leopold Komperts einen Band Ghettogeschichten, im Jahr 1859 folgte ein zweiter Band. Diese wurden von anderen Schriftstellern rezipiert und als „Prager Volksliteratur“ weitergesponnen.

## Werke (Auswahl)
- Gedichte. 1847
- Die letzten Juden. Verschollene Ghetto-Märchen. Leipzig : Brockhaus, 1853
- Für Musik. Liederbuch. Zamarski, 1860
- Für Musik. Lieder, Romanzen und Chöre. Wien : Dittmarsch, 1863
- Quinten. Kleine Gedichte. Leipzig : Brockhaus, 1864 (2. vermehrte Auflage 1869)
- Die Lust zu fabuliren. Leipzig : Brockhaus, 1878